# مايكل بينيت (ملاكم)
مايكل بينيت (بالإنجليزية: Michael Bennett)‏ (مواليد 26 مارس 1971) هو ملاكم أمريكي، مثّل بلاده في الألعاب الأولمبية الصيفية 2000.

## روابط خارجية
مايكل بينيت على موقع بوكس ريك (الإنجليزية) (registration required)
- مايكل بينيت على موقع أوليمبيديا (الإنجليزية)